# Roseniusgården

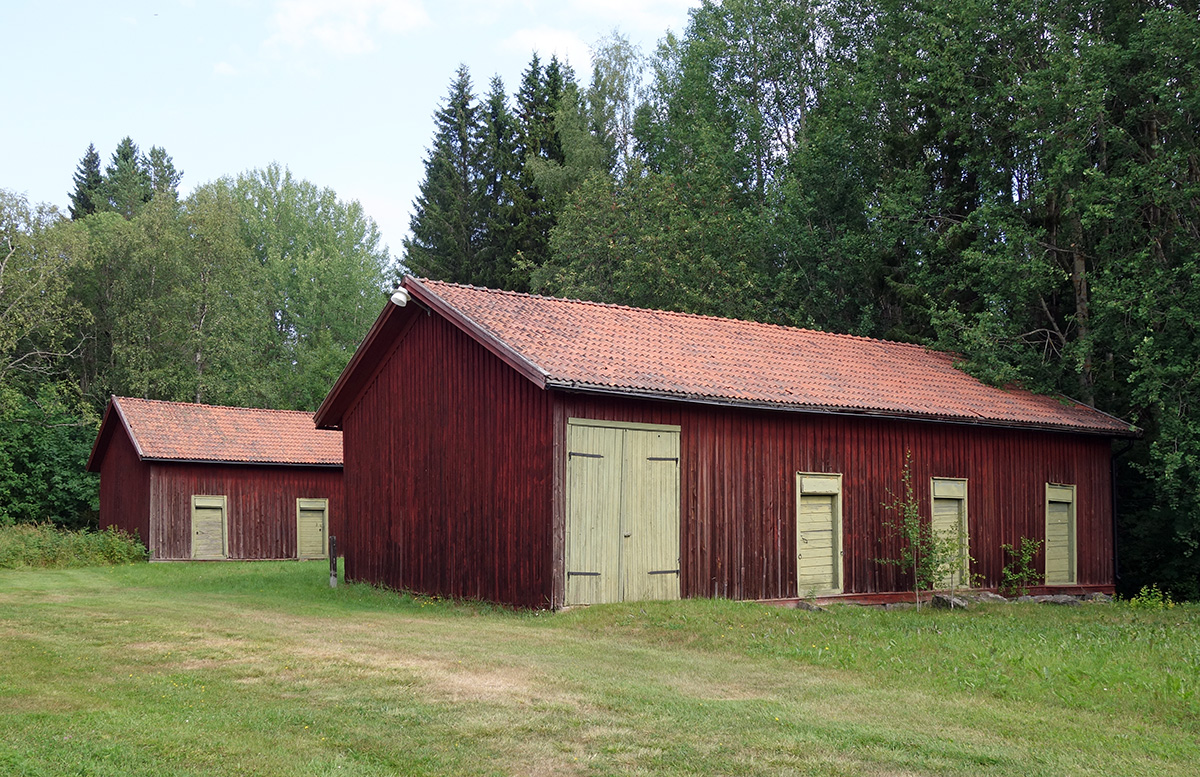
Kyrkstallarna i tidigare Nysätra kyrkstad, vid Roseniusgården

Roseniusgården  är en envånings rödmålad träbyggnad i Ånäset i Västerbotten.
Huset byggdes troligen på 1700-talet och var Carl Olof Rosenius födelsehus. Det låg ursprungligen i Ånäset öster om nuvarande E4, där det numera finns en minnessten. Huset flyttades 1939 till Solviks folkhögskola i byn Frostkåge i slutet av 1930-talet som elevbostad och bibliotekslokal. Det flyttades 1972 tillbaka till Ånäset och restaurerades till i huvudsak sitt skick vid tiden för Carl Olof Rosenius födelse 1816. Huset återuppfördes på platsen för den tidigare kyrkstaden för Nysätra kyrka. Det står nära de två stallar, vilka är de enda bevarade byggnaderna från kyrkstaden.
I huset finns möbler och föremål, som ägts av Carl Olof Rosenius och hans far, prästen Anders Rosenius (1780–1841). I förstugan finns interiörmålningar av Sixten Fager.
Roseniusgården ägs av Evangeliska Fosterlandsstiftelsen i Västerbotten  och förvaltas av föreningen Roseniusgårdens Vänner. Den används som samlingslokal med symöten, bibelstudier och bönestunder.